# All the Things You Are
All the Things You Are ist ein Song aus dem Broadway-Musical Very Warm for May, komponiert von Jerome Kern mit dem Text von Oscar Hammerstein aus dem Jahr 1939. Er wurde zu einem beliebten Jazz-Standard des Swing und Modern Jazz.

## Der Titel
Die Komposition hat die Form AA'BA". Das modulatorisch anspruchsvolle Thema mit 36 Takten führt durch die entferntesten Tonarten: Die Grundtonart ist As-Dur, doch wird der Solist durch C-Dur, Es-Dur, G-Dur und E-Dur geführt, bevor er etwas überraschend wieder in As-Dur ist.
Der Song wurde von Dizzy Gillespie mit einer neuen Einleitung versehen, die für viele Musiker des Modern Jazz quasi zur Komposition dazu gehört. Er diente so als Improvisationsvorlage für viele Musiker des Bebop; die Verbreitung einer Version, die Gillespie 1946 für Paramount eingespielt hatte, wurde von den Erben Kerns untersagt, da der Interpret zu weit von der Originalmelodie abgewichen sei. Charles Mingus spielte noch auf Claude Debussys Clair de lune an.

## Rezeption
Obgleich das Musical wirtschaftlich nicht erfolgreich war und nach 59 Vorstellungen abgesetzt wurde, erwies sich der Song als Hit. Tommy Dorsey war mit dem von seinem Sänger Jack Leonard interpretierten Stück 1939/1940 dreizehn Wochen lang in der Hitparade und gelangte bis auf Platz #1. 1940 konnte Artie Shaw mit seiner Bigband und der Sängerin Helen Forrest an diesen Erfolg anschließen (# 8), gefolgt im gleichen Jahr von Frankie Masters and His Orchestra mit Sänger Harlan Rogers (#14). In dem Musicalfilm Broadway Rhythm von 1943 wurde der Song von Ginny Simms gesungen. Frank Sinatras Aufnahme von 1945 kam 1946 (als Teil seines ersten Albums The Voice of Frank Sinatra) auf Platz #1 der Alben-Hitparade.
Coleman Hawkins hat früh den Wert der Komposition als Instrumentalversion entdeckt und sie mehrfach eingespielt – zunächst 1944, aber auch in Begegnungen mit Bud Powell (1960) und mit Sonny Rollins (1963). Die Komposition gehörte dann zum klassischen Repertoire des Bebop und wurde außer den genannten von vielen Musikern des Modern Jazz wie Chet Baker, Clifford Brown, Dave Brubeck (1953), Bill Evans, Tal Farlow, Erroll Garner, Stan Getz, Johnny Griffin, Lionel Hampton, Hans Koller (1953), Lee Konitz, Thelonious Monk, Walter Norris (1998), Joe Pass, Oscar Peterson, Alexander von Schlippenbach, Bud Shank, Martial Solal, Billy Taylor, Lennie Tristano und Ben Webster eingespielt. Eine Aufnahme von Baden Powell von 1967 betont die harmonische und melodische Verwandtschaft des Songs mit der Musik des Barocks.
Das Lied war nicht nur in den Musicals Very Warm For May (1939) und Broadway Rhythm zu hören, sondern wurde auch für den Film A Letter For Evie (Ein Brief Für Evie) verwendet. Auch in der 2005 gedrehten Komödie Mrs. Henderson Presents, wo Judi Dench die Hauptrolle spielte, wirkte das Lied mit. Gesungen wurde es von Will Young.
Die Akkordprogression des Lieds wurde im Jazz auch genutzt, um alternative Melodien als Bebop heads zu verfassen: Red Rodney schuf so 1946 „Charge Account.“ Charlie Parker nannte das bei ihm resultierende Stück 1947 „Bird of Paradise“. Bekannt wurden weiterhin „Prince Albert“ (1955) von Kenny Dorham, „Thingin’“ (1985) von Lee Konitz sowie „Paquito“ (2004?) von Paquito Lorier Weiss.

## Wichtige Aufnahmen
- Clifford Brown (1953)
- Ella Fitzgerald – Ella Fitzgerald Sings the Jerome Kern Songbook (1961)
- Brad Mehldau – Art of the Trio Volume 4: Back at the Vanguard (1999)
- The Quintet – Charlie Parker, Dizzy Gillespie, Bud Powell, Charles Mingus und Max Roach – Jazz at Massey Hall (1953)
- Frank Sinatra – The Columbia Years 1943-1952: The V-Discs (1944); The Columbia Years 1943-1952: The Complete Recordings (1945)
- Barbra Streisand – Simply Streisand (1967)

## Weitere Aufnahmen
- Mildred Bailey (1939)
- Thore Ehrling (1943)
- Glenn Miller (1943)
- Frank Sinatra – The Columbia Years 1943-1952: The Complete Recordings (1944), The Columbia Years 1943-1952: The V-Discs (1945)
- Dizzy Gillespie Sextet (1945)
- Tony Martin (1946)
- Jo Stafford (1946)
- Allan Jones (1949)
- Django Reinhardt, Stéphane Grappelli – All The Things You Are (1949)
- Mario Lanza (1951)
- Clifford Brown (1953)
- The Quintet – Charlie Parker, Dizzy Gillespie, Bud Powell, Charles Mingus und Max Roach – Jazz at Massey Hall (1953)
- Hampton Hawes – The Trio (1956)
- Ahmad Jamal – Complete Live at the Pershing Lounge (1958)
- Peter Sellers – The Best of Sellers (1958)
- Margaret Whiting – Margaret Whiting Sings the Jerome Kern Songbook (1960)
- Stan Kenton – Romantic Approach (1961)
- Ella Fitzgerald – Ella Fitzgerald Sings the Jerome Kern Songbook (1961)
- Stan Kenton – Mellophonium Magic (1961)
- Paul Desmond – Two of a Mind (1962)
- Bill Evans Trio – Time Remembered ('Live' in 1963, posthum veröffentlicht)
- Sonny Rollins, Coleman Hawkins, Herbie Hancock – All The Things You Are (1964)
- Serge Gainsbourg, Elek Bacsik, Michel Gaudry – All The Things You Are (1964)
- Earl Grant – Spotlight On Earl Grant (1965)
- Jack Jones – Dear Heart (1965)
- Barbra Streisand – Simply Streisand (1967)
- The Singers Unlimited – A capella (1972)
- Michael Jackson – Music & Me (Aufgenommen im Dezember, 1972; Veröffentlicht: 1973)
- Nino Bravo – Mi tierra (1973)
- Keith Jarrett – Standards, Vol. 1 (1983)
- David Murray – Children (1984)
- Larry Coryell – Shining Hour (1989)
- Pat Metheny – Question And Answer (1989)
- Judy Kaye w/John McGlinn – Broadway Showstoppers (1993)
- Charlie Christian – The Immortal Charlie Christian (1993)
- Walter Norris – From Another Star (1998)
- Brad Mehldau – Art of the Trio Volume 4: Back at the Vanguard (1999)
- Will Young – Mrs. Henderson Presents (Soundtrack) (2005)
- David Becker & Joe Diorio – The Color of Sound (2005)